# 크리스토퍼 매시
크리스토퍼 매시(Christopher Massey, 1990년 1월 26일 ~ )는 미국의 배우이다.